# Madeleine Weber
Pour les articles homonymes, voir Weber.
Madeleine Weber est une sculptrice et une plasticienne française née le 1er septembre 1933 à Saïgon. Elle réalise également des dessins en parallèle de son œuvre et écrit parfois des poèmes.
Elle vit depuis 1958 dans l’Oise et se fixe définitivement à Liancourt-Saint-Pierre. Elle est l'épouse du peintre Roland Weber (1932-1988).

## Biographie

### Parcours
Madeleine Weber est un des membres actif du groupe d’artistes « Jacob ou la persuasion » avec Hermann Amann, Antonio Ballester, Jean Dupanier, Jean-Claude Marquette, Quentin Quint, Roland Weber et Gil Joseph Wolman, qui reprit d’un poème d’Aragon son titre et qui œuvra dans les années 1970.
Elle déclare : « Trois sculpteurs m’ont impressionnée. Rodin par son sens du surhumain, Arp par sa lumière, Giacometti dans sa recherche incessante de l’humain. » et précise « Mais des peintres, des écrivains, connus ou moins connus, ont eu autant d’importance pour moi ainsi que certaines personnes qui ne sont rien de tout cela. » Elle cite aujourd'hui Brancusi.[réf. nécessaire]

## Expositions personnelles
- 1977 Madeleine, sculptures, dessins, Galerie Charley Chevalier, Paris
- 1980 l’Espace est dehors et dedans (avec Roland Weber), Galerie Charley Chevalier, Paris
- 1983 Espace courbe et verticalité, Galerie Spiess, Paris
- 1995 Espace Buzanval (avec Bertrand Créac’h), Ville de Beauvais
- 1996 Sculptures dans le cadre de l'exposition de Roland Weber les Années 60, Salle d'armes de Pont-de-l'Arche (Eure)
- 1998 Deux sculpteurs : Créac’h et Weber, Malassise, Oise
- 2006 Lumière et mouvement, 5 lieux d'exposition : Cloître de l'Hôtel-Dieu, Musée du Noyonnais, Cathédrale, Centre culturel "Le Chevalet", Collège Pasteur, Noyon, Oise
- 2006 Journées du Patrimoine (sculptures de Madeleine Weber, peintures de Roland Weber), Chaumont-en-Vexin, Oise
- 2006 Cathédrale de Noyon (dans le cadre de Dialoguons avec le visible, 5 artistes dans 5 églises de l’Oise)
- 2007 Portes ouvertes d'atelier, manifestation Invitations d'artistes organisée par le Conseil régional de Picardie
- 2009 Veines & tracés, Musée Antoine Vivenel, Compiègne
- 2013 Épopées, De Madeleine Weber à Sophie Gaucher, École d'art du Beauvaisis, Beauvais[6]

## Expositions collectives
- 1971 la Maladrerie Saint-Lazare, Beauvais
- 1972 Pour une rencontre, Théâtre Le Palace, Paris 9e
- 1972 Jacob ou la Persuasion, 4e volet, Galerie Weiller, Paris 6e
- 1972 Nous vivons avec, Institut National d'Éducation Populaire, Marly-le-Roi
- 1974 Les sculpteurs (avec Ballester et Gustin), Galerie Weiller, Paris 6e
- 1975 Visions 75, Maison des Jeunes et de la Culture, Ville de Beauvais
- 1976 Si tu es tu es, avec Jacob ou la Persuasion, Galerie d'Agathe Bluet L55, Paris 16e
- 1976 Contrastes, Centre culturel du Marais, Paris 3e
- 1978 FIAC 78, Galerie Spiess
- 1984 Mouvement de la lumière Mouvement de la couleur, Hôtel de Ville, La Baule
- 1985 Nouvelle rupture pigmentaire de la Peinture, Galerie Spiess, Paris 8e
- 1986 FIAC 86, Galerie Spiess
- 1987 SAGA 87, Galerie Spiess
- 1988 Expositions simultanées, Galerie Spiess, Paris 8e
- 1989 "LINE ART", Gand, Belgique
- 1990 SAGA 90, Galerie Spiess
- 1995 Dix d’ici (Pascal Bruandet, Bertrand Créac’h, Jérôme Ghesquière, Marie-Christine Goussé, Luc Legrand, Antoinette Lepage, Odile Levigoureux, Édith Meusnier, Philippe Playe, Madeleine Weber), Centre culturel de Compiègne, et Galerie de l’Espace Buzanval, Ville de Beauvais
- Salon des Réalités Nouvelles 1997, 1998, 1999, 2000, 2001
- 1997 Maison des Arts de Bédarieux (Hérault)
- 1997 Portes ouvertes d'atelier, manifestation Ateliers d'artistes organisée par le Conseil général de l'Oise
- 1999 Trois sculpteurs : Créac’h, Milovanovic et Weber, Malassise, Oise
- 2001 Portes ouvertes d'ateliers, atelier de Pernette Lézine, du 30 novembre au 2 décembre, Paris 13e
- 2003 Dix visions de l'espace (Pascal Bruandet, Pascal Catry, Paolo Santini, Marc Gerenton, Alain Jacomy, Brigitte Romaszko, Tchen Chiyao, Tégé, Madeleine Weber, Georges Zygel), Espace Jean Legendre, Compiègne
- 2008 les jARTdins de Montagny, Montagny-en-Vexin
- 2011 Ciel ouvert 2 - 3 artistes à ciel ouvert avec Laurence Granger et Adriana Wattel dans le cadre des Invitations d'artistes organisées par le Conseil régional de Picardie, Pontpoint, Oise
- 2012 Ombre et lumière avec Bertrand Créac'h et Marcel Créac’h dans le cadre des Invitations d'artistes organisées par le Conseil régional de Picardie, Malassise, Oise
- 2014 Et que l'aventure continue (collection Philippe Delaunay), Musée des beaux-arts de Bernay[7]
- 2017 Circuit d'art actuel « Grisy Code » (en duo avec Bertrand Créac'h[8] et avec notamment Hélène Leroy), Grisy-les-Plâtres, Val d'Oise